# Binturong

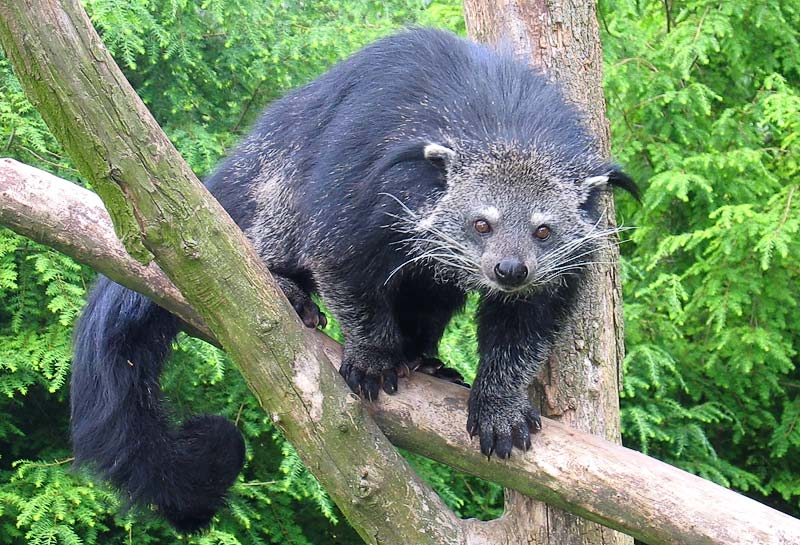

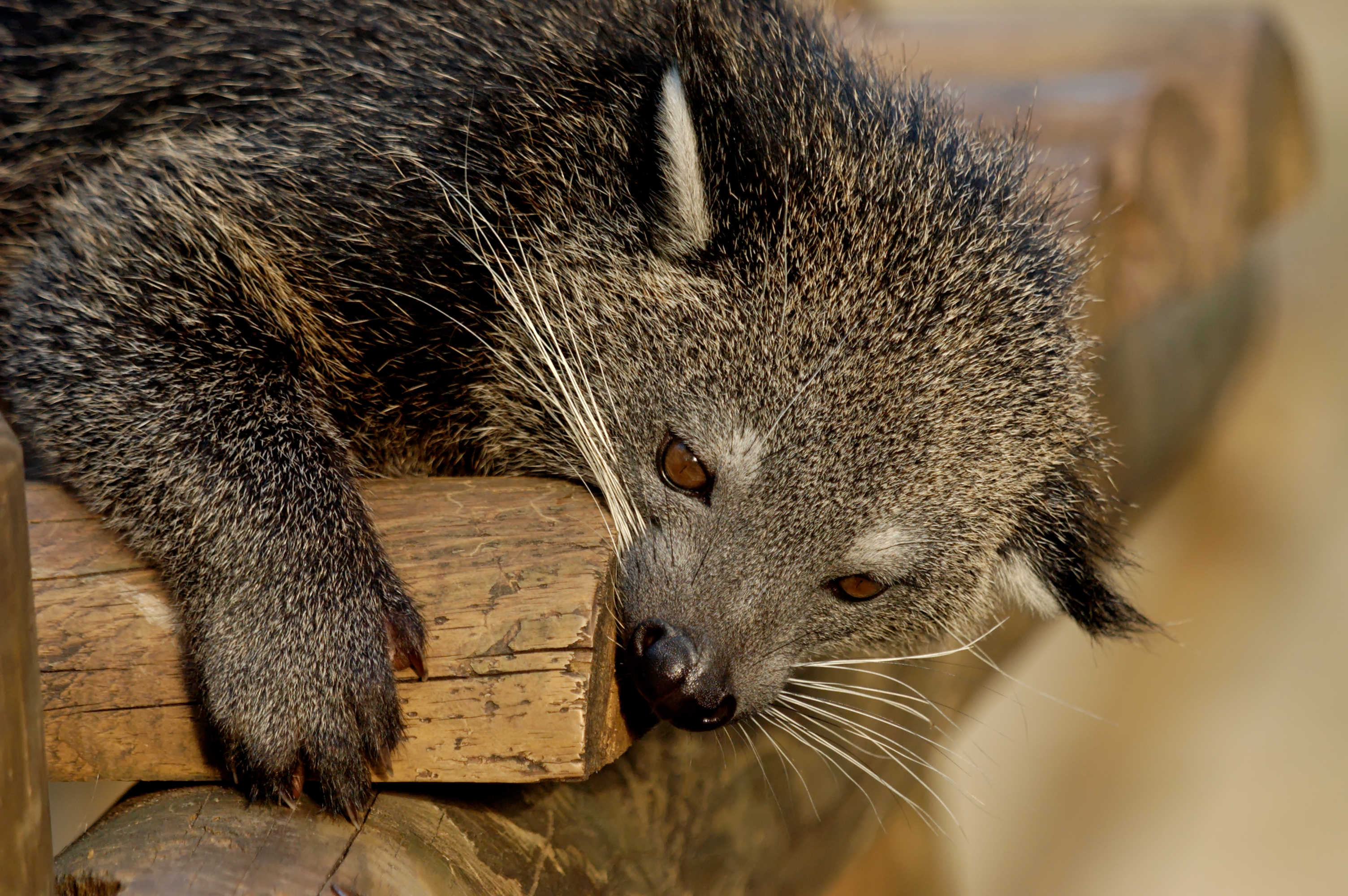
binturong portré

A binturong (Arctictis binturong) a pálmasodróformák (Paradoxurinae) alcsaládjába tartozó cibetmacskaféle emlős. Erősen visszafejlődött fogazata miatt nyestmedve, vagy medvenyest néven régen a mosómedvefélék (Procyonidae) családjába sorolták.

## Előfordulása
Bhután, Banglades, Brunei, Kambodzsa, Kína, Malajzia, India, Indonézia, Mianmar, a Fülöp-szigetek, Thaiföld és Vietnám területén honos. Bár elterjedési területe nagy, sehol sem gyakori. Csaknem kizárólag sűrű erdőben, a fákon él.

## Alfajai
- Arctictis binturong binturong (Raffles, 1821) – Thaiföld délnyugati része és a Maláj-félsziget
- Arctictis binturong albifrons(Cuvier, 1822) - A Himalája keleti része Bhutánig, valamint Észak-Mianmar és Indokína
- Arctictis binturong penicillatus (Temminck, 1835) - Jáva szigete
- Palawani binturong (Arctictis binturong whitei) (Allen, 1910) – Fülöp-szigeteken, Palawan szigetén élő alfaj.
- Arctictis binturong pageli (Schwarz, 1911) - Borneó
- Arctictis binturong gairdneri (Thomas, 1916) - Thaiföld északi része
- Arctictis binturong niasensis (Lyon, 1916) - Szumátra
- Arctictis binturong kerkhoveni (Sody, 1936) - Bangka szigete
- Arctictis binturong  memglaensis (Wang and Li, 1987) - Jünnan tartomány (Dél-Kína)

## Megjelenése
Külseje sokkal inkább emlékeztet a medvefélékre, mint a cibetmacskákra, ezért medvemacskának is hívják. Ennek érdekes ellenpontjaként ez az egyetlen olyan óvilági emlős, amelynek teljesen kifejlett fogó- (kapaszkodó-) farka van. Az egyik legnagyobb cibetmacskaféle: kb. 95 cm hosszúra nő, a farka további 90 cm. Tömege eléri a 14 kg-ot. Feje vaskos, arcorra megnyúlt, lábai rövidek, erősek, talpa csupasz. Lábain 5-5 ujj nő; erős karmait csak részben tudja visszahúzni. Sűrű, meglehetősen durva, bozontos bundája általában feketés, de egyes egyedek szőrzetébe fehér vagy krémszínű szőrök is keverednek, amitől az állat szürkésnek tűnik. Rövid, lekerekített fülein szőrpamacsot visel; szőre testén és különösen a farkán hosszú, végtagjain jóval rövidebb. Illata a meleg pattogatott kukoricára emlékeztet.
A binturong nagyon sokféle hangot ad ki: sziszeg, morog és röffent.

## Életmódja
Éjszakai állat. Mindenevő: étrendjén gyümölcsök, kis állatok, levelek, bogyók és tojások is szerepelnek. Jól kúszik, és az ágakon fogófarka segítségével közlekedik; különösen olyankor veszi jó hasznát, amikor lefelé mászik. Általában viszonylag lassan mozog, de azért jól úszik, és a víz alá bukva a halakat is megfogja. Kisebb állatokra (mint például a kacsákra) fölülről veti magát.

## Szaporodása
A nőstény évente kétszer kölykezik, kb. három havi vemhesség után. Kölykeinek száma ritkán elérheti a hatot, de rendszerint csak kettő születik. A binturong egyike annak a mintegy száz emlősfajnak, amelyre az embrionális diapauza jellemző (azaz az embrió fejlődése egy időre megáll). Egyéves korára lesz ivarérett.

## Természetvédelmi helyzete
Természetes ellensége jóformán nincs. Élőhelyeinek egy részén csak életterének beszűkülése fenyegeti, máshol viszont ínyencfalatnak számít, és a népi gyógyászat is igényt tart egyes részeire. Ha élve befogják, igen vadul védekezik, de ha fiatalon fogják el, könnyű megszelídíteni. A világ állatkertjeiben gyakran bemutatják; fogságban jól szaporodik. A legöregebb binturong mesterséges körülmények között 26 évet élt.
Magyarországon a Szegedi Vadasparkban és a Nyíregyházi Állatparkban tekinthető meg.